# Anna Senyé d'Aymà
Anna Senyé d'Aymà (Manlleu, Osona, 11 d'agost de 1881 — Barcelona, Barcelonès, 14 d'abril de 1956) fou una poetessa, periodista i activista social catalana.

## Biografia
Filla de Ramon Senyé i Marianna Ramisa. Procedent d'una família conservadora i benestant de Manlleu, va rebre una educació clarament religiosa. Tanmateix, per circumstàncies familiars, va estar molt en contacte amb la natura i els animals, fet que influí fortament en el seu caràcter i en la seva obra literària. Als dinou anys va casar-se amb Lluís Aymà i Ayala, germà de l'editor i fundador de l'editorial Aymà, Jaume Aymà i Ayala. Seguidament es van traslladar a viure a Barcelona. També canvià el seu nom de família, Anna Senyé i Ramisa, pel d'Anna Senyé d'Aymà, amb què signarà les seves obres.
A Barcelona, comença a col·laborar en diverses publicacions com La Veu de Catalunya, El Correo Catalan, Llum Novella, La Dona Catalana i funda l'Associació Protectora d'Animals i Plantes de Catalunya, essent un membre molt actiu de la Secció Abolicionista de les Curses de Braus. En l'àmbit literari, va participar en els Jocs Florals i va guanyar-hi premis en els celebrats a L'Escala i a Molins de Rei. El 1922 va publicar Remolinada, recull de tot el seu treball poètic.